# 100円のコーラを1000円で売る方法
100円のコーラを1000円で売る方法は、永井孝尚によって書かれた本のシリーズおよびこれのコミック。

## 書籍
- 2011年11月中継出版より発売[1]。フィリップ・コトラーらの理論を物語を通じて学ぶ[2]。25万部を突破。
- 2012年9月100円のコーラを1000円で売る方法2が発売[3]。企業の競争戦略を会計ソフトウェアの事業運営を用いて説く[4]。
- 2013年6月100円のコーラを1000円で売る方法3が発売[5]。
- 2014年4月図解100円のコーラを1000円で売る方法が発売[6]。
- 2016年1月文庫版が発売[7]。マイナビによるマーケティングが学べる本ランキングで3位になる[8]。
- 2016年12月合本版100円のコーラを1000円で売る方法が発売[9]。

シリーズ累計で60万部。

## コミック版
- 2012年12月コミック版100円のコーラを1000円で売る方法が発売[10]。
- 2013年9月コミック版100円のコーラを1000円で売る方法2が発売[11]。
- 2014年7月コミック版100円のコーラを1000円で売る方法3が発売[12]。
- 2016年12月合本版コミック版100円のコーラを1000円で売る方法が発売[13]。